# Великий последний шанс
«Великий последний шанс» — публицистическая книга Михаила Веллера, изданная в 2005 году. В ней рассматривается состояние дел в политической и общественной жизни современной России и мира, которое оценивается как критическое. Автором предлагается ряд мер по изменению положения, одно из которых — введение в России регламентированной, жёстко ограниченной по времени диктатуры.
В 2006 году к книге было выпущено дополнение «К последнему шансу».

## Основные идеи
- Критика действий правительства во время первого и второго президентских сроков Владимира Путина
- Критика Стабилизационного фонда
- Критика либеральной идеологии и рыночной экономики
- Искажение демократического проекта в России
- Причины распада СССР
- Национальная идея, национальные мифы, национальный вопрос
- Разруха в армии
- Перспектива гибели Европы из-за либеральных ценностей
- Критика современной стратегии борьбы с мусульманским терроризмом[2]
- Мусульманская экспансия в Европе
- Конституционная диктатура

### Борьба с терроризмом
По мнению автора начало современного терроризма связано с распространением либеральной идеологии на Западе, первый террористический акт этого периода — теракт на мюнхенской Олимпиаде. Автор заявляет, что «все террористы — арабы-мусульмане», и для противодействия терроризму необходимо устранить присутствие мусульман в западном мире и свести к минимуму контакты между цивилизациями.
В качестве одного из решений проблемы терроризма предлагается проведение ответных террористических актов в более крупных, по сравнению с изначальным, масштабах: «Терроризм не может противостоять террору большей силы». Однако такой способ невозможен в рамках либеральной идеологии, в которой «преступник не имеет национальности» и невозможны действия по отношению к целым народам, поэтому либерализм и победа над терроризмом несовместимы.

### Диктатура
Для выхода из критического положения, в котором оказалась Россия автором предлагается введение диктатуры по образцу Римской империи. Диктатор «наделён чрезвычайными исполнительными полномочиями для преодоления государственного кризиса» и состоит в должности ограниченное время «сроком не менее двух, но никак не более шести лет». Обоснование введения диктатуры состоит в том, что коррумпированная система, «в силу присущих ей инстинктов самосохранения и саморазвития», неспособна решить создавшиеся внутри неё проблемы, и для этого необходимо единоначалие диктатора.
Закон о диктатуре готовится заранее, важнейшим его положением является невозможность какими-либо средствами продлить полномочия диктатора, поскольку основная опасность диктатуры состоит «в бесконтрольных злоупотреблениях и бесконечности срока». После создания закон «должен быть вынесен на всенародное обсуждение и голосование».

## Реакция
В апреле 2008 года «Великий последний шанс» вошёл в тройку наиболее популярных публицистических книг в Рунете и занял 19 место в рейтинге самых продаваемых публицистических книг по версии газеты КоммерсантЪ.
Экономист Евгений Ясин подверг критике тезис о том, что Европа гибнет, заявив, что он уже высказывался в начале XX века «Закате Европы» Шпенглера и до сих пор не сбылся. Также он усомнился в эффективности введения диктатуры в России:

В России этот способ предлагается всякий раз. И всякий раз предлагается под таким мотивом: страна распадается, в ней все приходит в негодность, до тех пор, пока мы не приложим такие чрезвычайные меры, ничего спасти невозможно. И конечно, находится человек, который говорит — это я. Если не найдется он, то найдется тот, кто скажет — да, вот он, давайте его. А после этого он сам начнет верить в то, что этот он и является спасителем. И потом от него <…> никогда не избавятся

Политолог Сергей Кургинян в целом критически отозвался о книге и в частности подверг критике идею о введении диктатуры:

Предположим даже, что страна катится в пропасть. Кто сказал, что тогда нужна диктатура? Чья? Раз диктатура, то, повторюсь, какого-то меньшинства, иначе это демократия. А кто сказал, что это меньшинство — более здорово, чем большинство?

Сам автор заявляет, что «слышал о книге <…> только хорошие отзывы»

## Издания
- М. Веллер. Великий последний шанс. — СПб.: Пароль, 2005. — 464 с. — 30 000 экз. — ISBN 5-17-033580-6.
- М. Веллер. Великий последний шанс. — М.: АСТ, 2005. — 464 с. — 5000 экз. — ISBN 5-17-037195-0.
- М. Веллер. Великий последний шанс. — М.: Пароль, М., 223808 РЦ, 2006. — 460 с. — 10 000 экз. — ISBN 978-5-17-035349-1.
- М. Веллер. Великий последний шанс. — АСТ, Мн., 220411 СХ, 2007. — 346 с. — 10 000 экз. — ISBN 978-5-17-049228-2.